# Atletismo nos Jogos Olímpicos de Verão da Juventude de 2010
As competições de atletismo nos Jogos Olímpicos de Verão da Juventude de 2010 foram disputadas entre 17 e 23 de agosto no Estádio Bishan, em Singapura. Foram realizados 36 eventos, sendo 18 masculinos e 18 femininos. Cada continente classificou seus atletas através de Campeonatos Continentais Juvenis, sendo que estavam aptos a participar os atletas nascidos entre 1 de janeiro de 1993 e 31 de dezembro de 1994.

## Eventos
Foram disputadas 17 provas individuais e uma de revezamento, totalizando 18 provas para rapazes e 18 para moças.
As provas de pista foram compostas de uma primeira fase e uma final e as provas de campo de uma qualificatória e uma final. Os revezamentos e as provas de marcha atlética foram disputadas em uma única etapa:
| - 100 metros - 200 metros - 400 metros - 1000 metros - 3000 metros - 100 metros com barreiras (feminino) - 110 metros com barreiras (masculino) - 400 metros com barreiras - 2000 metros com obstáculos | - 5 km de marcha atlética (feminino) - 10 km de marcha atlética (masculino) - Revezamento - Salto com vara - Salto em altura - Salto em distância - Salto triplo - Arremesso de disco - Arremesso de peso - Arremesso de martelo - Lançamento de dardo |

## Calendário
| Agosto    | 14 | 15 | 16 | 17 | 18 | 19 | 20 | 21 | 22 | 23 | 24 | 25 | 26 |
| --------- | -- | -- | -- | -- | -- | -- | -- | -- | -- | -- | -- | -- | -- |
| Atletismo |    |    |    |    |    |    |    | 12 | 12 | 12 |    |    |    |

|  | Dia de competição |  | Dia de final |

## Medalhistas
Feminino
| Evento                         | Ouro                                                                                     | Prata                                                                                                   | Bronze                                                                              |
| ------------------------------ | ---------------------------------------------------------------------------------------- | --- | ----------------------------------------------------------------------------------- |
| 100 metros detalhes            | Josephine Omaka NGR Nigéria                                                              | Myasia Jacobs USA Estados Unidos                                                                        | Fany Chalas DOM República Dominicana                                                |
| 200 metros detalhes            | Nkiruka Florence Nwakwe NGR Nigéria                                                      | Tynia Gaither BAH Bahamas                                                                               | Olivia Ekpone USA Estados Unidos                                                    |
| 400 metros detalhes            | Robin Reynolds USA Estados Unidos                                                        | Bianca Razor ROU Romênia                                                                                | Bukola Abogunloko NGR Nigéria                                                       |
| 1000 metros detalhes           | Tizita Ashame ETH Etiópia                                                                | Andrina Schlaepfer SUI Suíça                                                                            | Damaris Muthee KEN Quênia                                                           |
| 3000 metros detalhes           | Gladys Chesir KEN Quênia                                                                 | Moe Kyuma JPN Japão                                                                                     | Samrawit Mengisteab ERI Eritreia                                                    |
| 100 m com barreiras detalhes   | Ekaterina Bleskina RUS Rússia                                                            | Michelle Jenneke AUS Austrália                                                                          | Noemi Zbaeren SUI Suíça                                                             |
| 400 m com barreiras detalhes   | Aurelie Chaboudez FRA França                                                             | Stina Troest DEN Dinamarca                                                                              | Olena Kolesnychenko UKR Ucrânia                                                     |
| 2000 m com obstáculos detalhes | Virginia Nyambura KEN Quênia                                                             | Tsehynesh Tsenga ETH Etiópia                                                                            | Oksana Raita UKR Ucrânia                                                            |
| 5 km marcha atlética detalhes  | Anna Clemente ITA Itália                                                                 | Mao Yanxue CHN China                                                                                    | Nadezda Leontyeva RUS Rússia                                                        |
| Salto em altura detalhes       | Maria Kuchina RUS Rússia                                                                 | Alessia Trost ITA Itália                                                                                | Aneta Rydz POL Polônia                                                              |
| Salto com vara detalhes        | Angelica Bengtsson SWE Suécia                                                            | Elizabeth Parnov AUS Austrália                                                                          | Ganna Shelekh UKR Ucrânia                                                           |
| Salto em distância detalhes    | Lena Malkus GER Alemanha                                                                 | Alina Rotaru ROU Romênia                                                                                | Le'Tristan Pledger USA Estados Unidos                                               |
| Salto triplo detalhes          | Khadijatou Sagnia SWE Suécia                                                             | Sokhna Galle FRA França                                                                                 | Ganna Aleksandrova UKR Ucrânia                                                      |
| Arremesso de peso detalhes     | Natalia Troneva RUS Rússia                                                               | Gu Siyu CHN China                                                                                       | Anna Wloka POL Polônia                                                              |
| Arremesso de disco detalhes    | Shanice Craft GER Alemanha                                                               | Krisztina Varadi HUN Hungria                                                                            | Heidi Schmidt SWE Suécia                                                            |
| Arremesso de martelo detalhes  | Alexia Sedykh FRA França                                                                 | Alena Navahrodskaya BLR Bielorrússia                                                                    | Xia Youlian CHN China                                                               |
| Lançamento de dardo detalhes   | Kateryna Derun UKR Ucrânia                                                               | Lismania Muñoz Barcelay CUB Cuba                                                                        | Hannah Carson USA Estados Unidos                                                    |
| Revezamento detalhes           | Myasia Jacobs (USA) Tynia Gaither (BAH) Rashan Brown (BAH) Robin Reynolds (USA) Américas | Josephine Omaka (NGR) Nkiruka Florence Nwakwe (NGR) Izelle Neuhoff (RSA) Bukola Abogunloko (NGR) África | Annie Tagoe (GBR) Anna Bongiorni (ITA) Sonja Mosler (GER) Bianca Razor (ROU) Europa |

Masculino
| Evento                         | Ouro                                                                                     | Prata                                                                                       | Bronze                                                                                   |
| ------------------------------ | ---------------------------------------------------------------------------------------- | ------------------------------------------------------------------------------------------- | ---------------------------------------------------------------------------------------- |
| 100 metros detalhes            | Odane Skeen JAM Jamaica                                                                  | Masaki Nishimoto JPN Japão                                                                  | David Bolarinwa GBR Grã-Bretanha                                                         |
| 200 metros detalhes            | Xie Zhenye CHN China                                                                     | Keisuke Homma JPN Japão                                                                     | Patrick Domogala GER Alemanha                                                            |
| 400 metros detalhes            | Luguelin Santos DOM República Dominicana                                                 | Ruan Greyling RSA África do Sul                                                             | Alfas Kishoyan KEN Quênia                                                                |
| 1000 metros detalhes           | Mohammed Geleto ETH Etiópia                                                              | Hamza Driouch QAT Catar                                                                     | Charlie Grice GBR Grã-Bretanha                                                           |
| 3000 metros detalhes           | Abrar Osman ERI Eritreia                                                                 | Fekru Jebesa ETH Etiópia                                                                    | Hicham Sigueni MAR Marrocos                                                              |
| 110 m com barreiras detalhes   | Nicholas Hough AUS Austrália                                                             | Wang Dongqiang CHN China                                                                    | Jussi Kanervo FIN Finlândia                                                              |
| 400 m com barreiras detalhes   | Norge Sotomayor Lara CUB Cuba                                                            | Kumar Durgesh IND Índia                                                                     | William Mbevi Mutunga KEN Quênia                                                         |
| 2000 m com obstáculos detalhes | Peter Matheka Mutuku KEN Quênia                                                          | Habtamu Fayisa ETH Etiópia                                                                  | Zakaria Kiprotich UGA Uganda                                                             |
| 10 km marcha atlética detalhes | Igor Lyashchenko UKR Ucrânia                                                             | Oscar Villavicencio ECU Equador                                                             | Pavel Parshin RUS Rússia                                                                 |
| Salto em altura detalhes       | Dmitry Kroytor ISR Israel                                                                | Brandon Starc AUS Austrália                                                                 | Viktor Chernysh UKR Ucrânia                                                              |
| Salto com vara detalhes        | Didac Salas ESP Espanha                                                                  | Thiago Braz da Silva BRA Brasil                                                             | T. Chrysanthopoulos GRE Grécia                                                           |
| Salto em distância detalhes    | Caio dos Santos BRA Brasil                                                               | Sho Matsubara JPN Japão                                                                     | Rudolph Pienaar RSA África do Sul                                                        |
| Salto triplo detalhes          | Radame Fabar Sánchez CUB Cuba                                                            | Fu Haitao CHN China                                                                         | Georgi Tsonov BUL Bulgária                                                               |
| Arremesso de peso detalhes     | Krzysztof Brzozowski POL Polônia                                                         | Jackson Gill NZL Nova Zelândia                                                              | Dennis Lewke GER Alemanha                                                                |
| Arremesso de disco detalhes    | Jacques Du Plessis RSA África do Sul                                                     | Arjun Arjun IND Índia                                                                       | Jaromir Mazgal CZE Chéquia                                                               |
| Arremesso de martelo detalhes  | Liu Binbin CHN China                                                                     | Alexandros Poursanidis CYP Chipre                                                           | Balazs Toreky HUN Hungria                                                                |
| Lançamento de dardo detalhes   | Braian Toledo ARG Argentina                                                              | Devin Bogert USA Estados Unidos                                                             | Intars Isejevs LAT Letônia                                                               |
| Revezamento detalhes           | Caio dos Santos (BRA) Odane Skeen (JAM) Najee Glass (USA) Luguelin Santos (DOM) Américas | David Bolarinwa (GBR) Tomasz Kluczynski (POL) Marco Lorenzi (ITA) Nikita Uglov (RUS) Europa | Lepani Naivalu (FIJ) John Rivan (PNG) Nicholas Hough (AUS) Raheen Williams (AUS) Oceania |

## Quadro de medalhas
| Ordem | País                       | Medalha de ouro | Medalha de prata | Medalha de bronze |     |
| ----- | -------------------------- | --------------- | ---------------- | ----------------- | --- |
| 1     | KEN Quênia                 | 3               |                  | 3                 | 6   |
| 2     | RUS Rússia                 | 3               |                  | 2                 | 5   |
| 3     | CHN China                  | 2               | 4                | 1                 | 7   |
| 4     | ETH Etiópia                | 2               | 3                |                   | 5   |
| –     | IOC Equipes internacionais | 2               | 2                | 2                 | 6   |
| 5     | CUB Cuba                   | 2               | 1                |                   | 3   |
|       | FRA França                 | 2               | 1                |                   | 3   |
| 7     | UKR Ucrânia                | 2               |                  | 5                 | 7   |
| 8     | GER Alemanha               | 2               |                  | 2                 | 4   |
| 9     | NGR Nigéria                | 2               |                  | 1                 | 3   |
|       | SWE Suécia                 | 2               |                  | 1                 | 3   |
| 11    | AUS Austrália              | 1               | 3                |                   | 4   |
| 12    | USA Estados Unidos         | 1               | 2                | 3                 | 6   |
| 13    | RSA África do Sul          | 1               | 1                | 1                 | 3   |
| 14    | BRA Brasil                 | 1               | 1                |                   | 2   |
|       | ITA Itália                 | 1               | 1                |                   | 2   |
| 16    | POL Polônia                | 1               |                  | 2                 | 3   |
| 17    | ERI Eritreia               | 1               |                  | 1                 | 2   |
|       | DOM República Dominicana   | 1               |                  | 1                 | 2   |
| 19    | ARG Argentina              | 1               |                  |                   | 1   |
|       | ESP Espanha                | 1               |                  |                   | 1   |
|       | ISR Israel                 | 1               |                  |                   | 1   |
|       | JAM Jamaica                | 1               |                  |                   | 1   |
| 23    | JPN Japão                  |                 | 4                |                   | 4   |
| 24    | IND Índia                  |                 | 2                |                   | 2   |
|       | ROU Romênia                |                 | 2                |                   | 2   |
| 26    | HUN Hungria                |                 | 1                | 1                 | 2   |
|       | SUI Suíça                  |                 | 1                | 1                 | 2   |
| 28    | BAH Bahamas                |                 | 1                |                   | 1   |
|       | BLR Bielorrússia           |                 | 1                |                   | 1   |
|       | CYP Chipre                 |                 | 1                |                   | 1   |
|       | DEN Dinamarca              |                 | 1                |                   | 1   |
|       | ECU Equador                |                 | 1                |                   | 1   |
|       | NZL Nova Zelândia          |                 | 1                |                   | 1   |
|       | QAT Catar                  |                 | 1                |                   | 1   |
| 35    | GBR Grã-Bretanha           |                 |                  | 2                 | 2   |
| 36    | BUL Bulgária               |                 |                  | 1                 | 1   |
|       | FIN Finlândia              |                 |                  | 1                 | 1   |
|       | GRE Grécia                 |                 |                  | 1                 | 1   |
|       | LAT Letônia                |                 |                  | 1                 | 1   |
|       | MAR Marrocos               |                 |                  | 1                 | 1   |
|       | CZE Chéquia                |                 |                  | 1                 | 1   |
|       | UGA Uganda                 |                 |                  | 1                 | 1   |
| TOTAL | TOTAL                      | 36              | 36               | 36                | 108 |